# Зенефельдерплац
Зенефельдерплац (нем. Senefelderplatz) — площадь в Берлине, в южной части района Пренцлауэр-Берг, входящего в северо-восточный округ немецкой столицы — Панков. Площадь носит имя изобретателя литографии Иоганна Алоиза Зенефельдера.

## История и описание
Эта городская площадь появилась в XIX веке в соответствии с планом застройки Берлина, который разработал прусский градостроитель Джеймс Хобрехт.
Первоначально площадь имела только инвентарный номер: «А, отд. XII».  Затем у неё появилось название «Туснельдаплац» (нем. Thusneldaplatz) в честь Туснельды — супруги Арминия — вождя германского племени, победившего римлян в Тевтобургском Лесу. Об этой победе напоминает и Тевтобургская площадь, расположенная  поблизости.
Мраморный памятник изобретателю литографии Алоису Зенефельдеру, созданный скульптором Рудольфом Поле (нем. Rudolf Pohle), появился на площади в 1892 году. Через четыре года  после открытия памятника 7 июня 1896 года городские власти официально зарегистрировали название «Зенефельдерплац». Вид площади постепенно менялся. По инициативе директора городских садов Германа Мехтига её украсили зелёными насаждениями — газонами, кустарниками и деревьями.
Небольшая по размеру площадь (1700 м²) имеет форму треугольника, который обрамляют три современные улицы: с севера — Метцер-штрассе (нем. Metzer Straße), с запада — Шёнхаузер-аллее, с востока — Кольвицштрассе (нем. Kollwitzstraße). Вершина этого треугольника обращена на юг — в сторону Александерплац. Весь ансамбль площади относится к историческим памятникам, охраняемым государством.

## На площади и вокруг неё
|  |  |  |
|  |  |  |

Мраморный памятник Алоису Зенефельдеру, сидящему с литографским камнем в руках, входит в список охраняемых государством статуй. Под скульптурной фигурой изобретателя один путто пишет его имя в зеркальном отображении: «redlefeneS siolA», а другой держит зеркало, чтобы можно было нормально прочесть имя: «Alois Senefelder». Именно зеркало часто было приманкой для вандалов, которые его отбивали, и городским властям приходилось заново реставрировать детали памятника.
|  |  |  |
|  |  |  |

На рубеже XIX и XX веков район Пренцлауэр-Берг был пивоваренным центром Берлина. К площади Зенефельдерплац примыкает на Шёнхаузер-аллее территория бывшей пивоварни, основанной в 1841 году баварским пивоваром Йозефом Пфеффером (нем. Joseph Pfeffer). Пивоварня, получившая название «Пфефферберг», славилась глубокими подвалами для охлаждения пива, а также своим пивным садом, расположенным на возвышении с широким обзором сверху.  В современном «Пфефферберге» размещается комплекс, где с пивным садом соседствуют гастрономия и искусство. Здесь проводятся клубные праздники, дискотеки, концерты, выставки современного искусства.
|  |  |  |
|  |  |  |

Рядом с «Пфеффербергом» расположена школа на Зенефельдерплац, а на противоположной стороне Шёнхаузер-аллее начинается от Зенефельдерплаца территория старинного Еврейского кладбища, на котором похоронены многие известные личности. Среди них почётный гражданин Берлина художник-импрессионист Макс Либерман, композитор Джакомо Мейербер, писатель Людвиг Бамбергер и другие.
Со стороны Кольвицштрассе к стене кладбища примыкает «Приключенческая игровая площадка» на Зенефельдерплатц.
|  |  |  |
|  |  |  |

Старинные общественные туалеты на берлинских площадях первоначально были только для мужчин и получили у них шуточное название — кафе «Восьмиугольник» (нем. Café Achteck). Они изготовлялись из чугуна в форме восьмигранника (иногда ротонды) и часто имели ажурные украшения.

## Транспорт
|  |  |  |
|  |  |  |

Станция «Зенефельдерплац», имеющая южный вход рядом с памятником изобретателю литографии, относится к одной из старейших линий столичного метрополитена (нем. U-Bahnhof U2) и как памятник охраняется государством. Строительство велось с 1911 по 1913 год по проекту шведского архитектора Альфреда Гренандера .